# Petrella Liri
Petrella Liri è una frazione di 116 abitanti del comune italiano di Cappadocia (AQ), in Abruzzo.

## Geografia fisica
Sorge nella valle di Nerfa ai piedi del monte Aurunzo (SIC), vicino alle sorgenti del fiume Liri, al confine dell'Abruzzo con il Lazio. Il paese è sovrastato da un'ampia pineta che fu piantata nei primi decenni del Novecento. Nel suo territorio si trovano le grotte di Beatrice Cenci. Dista circa un chilometro e mezzo dal capoluogo comunale.

## Origini del nome
La caratteristica del paese è la simbiosi con le rocce su cui è costruito, da cui deriva probabilmente il toponimo. Come per le altre omonime località il nome deriverebbe da petraeus, ovvero "ciò che cresce sulla roccia" oppure da "piccola pietra", ovvero "pretella" nel dialetto locale.

## Storia

Petrella Liri in una cartolina della prima metà del Novecento

Le più antiche testimonianze del territorio riguardano gli scavi presso la grotta Cola, dove sono stati rinvenuti resti umani e animali preistorici e antichi, e che secondo le ultime ricostruzioni potrebbe essere stata una grotta-santuario fino all'epoca degli Equi e dei Marsi, che abitavano la valle di Nerfa prima dell'occupazione romana.
I primi documenti storici che riportano Petrella sono alcuni carteggi ecclesiastici. A parte un'incerta citazione della metà del X secolo, nel 1051 la chiesa di San Pietro, probabilmente riconducibile alla contemporanea area situata a sud del paese denominata Santo Pietro, venne acquistata dall'abate Umberto di Subiaco; nella bolla del 1188 di Papa Clemente III sono invece elencate le chiese di Sant'Angelo e San Giovanni. Inoltre, nell'opera seicentesca intitolata Vita di Berardo di Muzio Febonio è riportato un episodio accaduto intorno al 1100 che ha per protagonista un nobile, Giovanni da Petrella, contrapposto alla famiglia Colonna.
I suoi abitanti erano principalmente dediti all'agricoltura nella fertile valle del Liri o alla transumanza verso l'agro romano. In seguito all'eversione feudale Petrella venne aggregata al governo di Tagliacozzo a dal 1811 al comune di Cappadocia di cui ha ospitato la sede municipale fino al 1837.
Nel 1882, con Regio Decreto di Umberto I, al nome "Petrella" venne affiancato l'appellativo "Liri" per distinguerla da altre omonime località italiane.
Distrutta dal terremoto di Avezzano del 1915 e messa in crisi dalla partenza di molti ragazzi come alpini nella Grande Guerra, si spopolò poi rapidamente con l'emigrazione verso Roma nel secondo dopoguerra. Rimane abitata stabilmente da poche decine di persone e si ripopola, in particolare, durante il periodo estivo.

## Monumenti e luoghi d'interesse

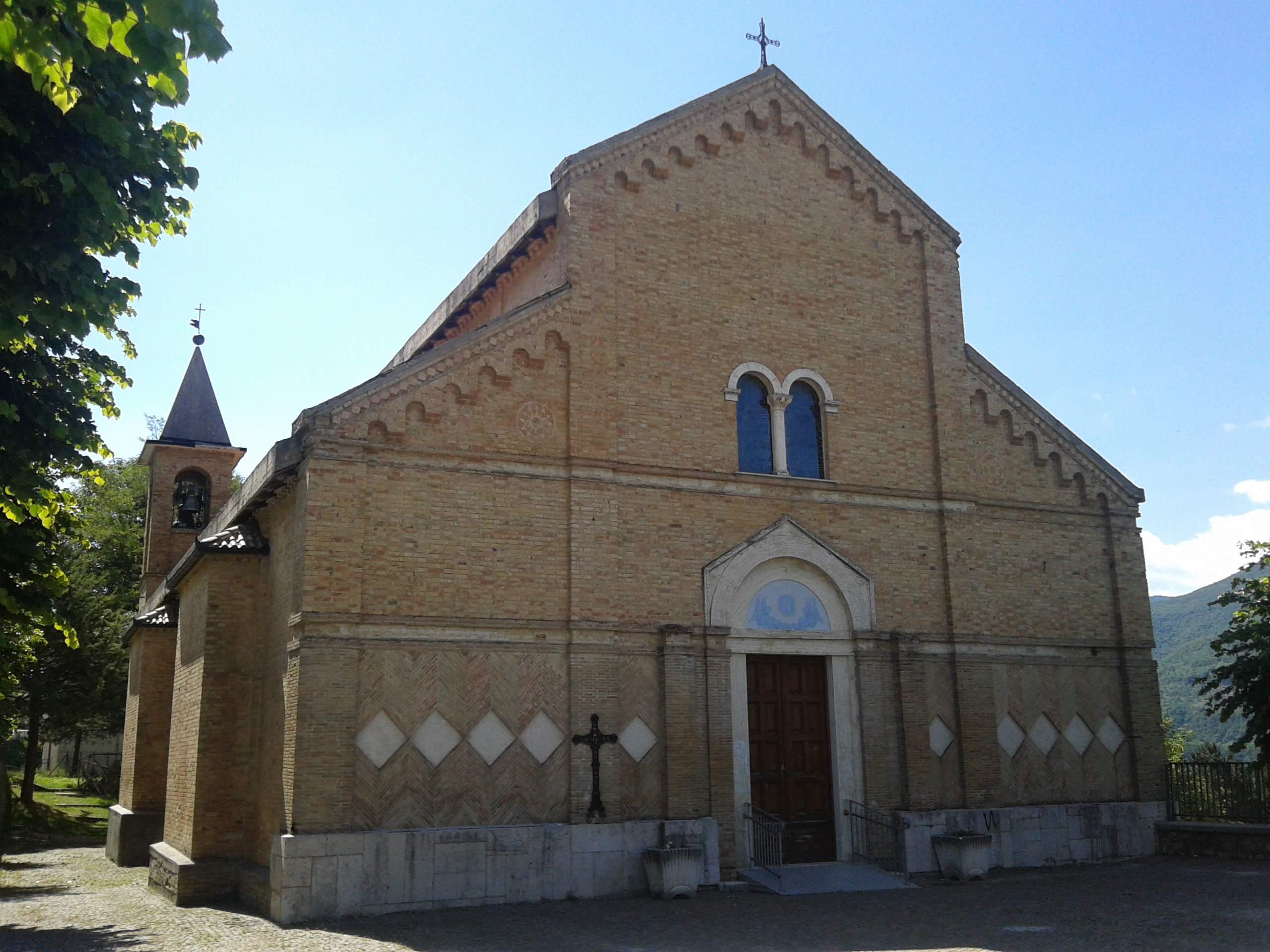
Chiesa di San Michele Arcangelo

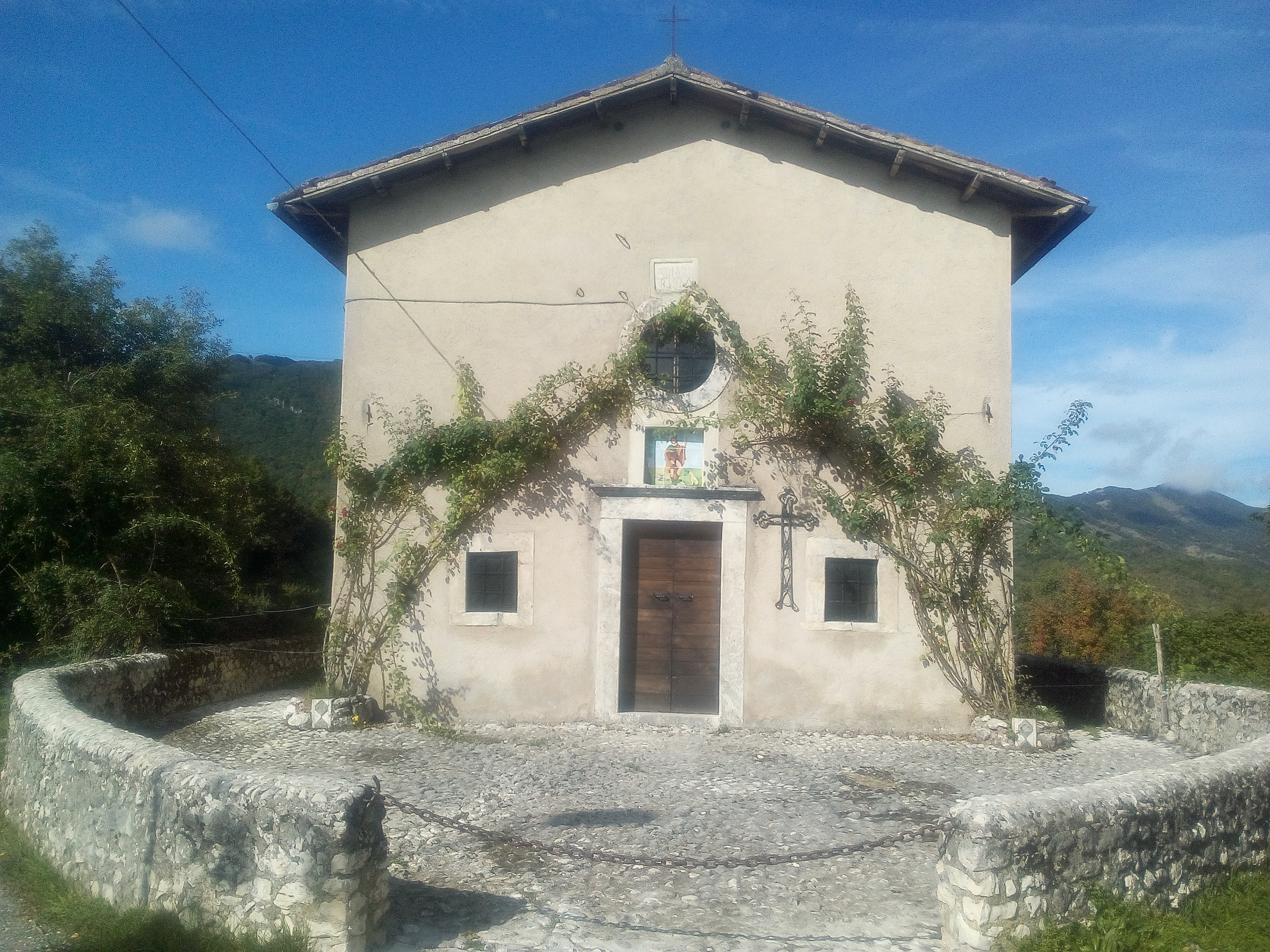
Chiesetta di San Rocco

### Architetture religiose
- Chiesa parrocchiale di San Michele Arcangelo, originariamente dedicata anche a san Giovanni; l'attuale edificio è stato costruito nel 1940 nella parte nuova del paese dopo che l'antica chiesa nella piazza Centrale fu distrutta dal terremoto del 1915[11][12].
- Chiesetta di San Rocco, risale presumibilmente alle pestilenze del XV secolo. L'edificio è stato rimaneggiato nel 1825 e ristrutturato nel 1936[13].
- Chiesa di San Giovanni, situata sul monte Valminiera, fu edificata nel 1825. È raggiungibile tramite un sentiero dove è collocata la Via Crucis.
- Chiesa di Santa Maria delle Grazie, costruita dalla famiglia Troiani nel 1827[14].

### Aree naturali
Sorgenti del fiume LiriQui nasce il fiume che attraversa la valle Roveto e tutta la valle del Liri, dove raccoglie le acque di numerosi altri fiumi e torrenti, quasi tutti alimentati da sorgenti carsiche. Percorre il territorio abruzzese, superato il quale nei pressi di Sant'Angelo in Theodice vicino a Cassino, nel punto in cui riceve le acque del fiume Gari, prende il nome di Garigliano andando poi a sfociare nel Mar Tirreno dal golfo di Gaeta.
Grotta ColaCostituita da due cavità (Cola I e Cola II), presenta stalattiti e stalagmiti, capelli d'angelo, clessidre, colonne e concrezioni a cattedrale, colate calcitiche bianche e perfino nere, piccole vasche e laghetti. Le due cavità, Cola I e Cola II, sono state scoperte nel 1877 dall'antropologo Giustiniano Nicolucci ed esaminate con più accuratezza nel 1965 dall'archeologo Antonio Mario Radmilli.
Grotte di Beatrice CenciImportante patrimonio speleologico. Nei pressi delle grotte è presente un sito archeologico di 300 mq che ha restituito reperti dell'età del bronzo e un itinerario turistico e storico-naturalistico verso l'Ovido, la Grotta Cola e l'inghiottitoio dell'Otre che assorbe il fiume Imele nei pressi di Verrecchie. Sono erroneamente così definite per confusione con Petrella Salto in provincia di Rieti, dove si trova la rocca in cui Francesco Cenci segregò la figlia Beatrice alla fine del XVI secolo.
OvìdoDetto anche Pozzo dei Piccioni è situato nei pressi delle Grotte di Beatrice Cenci. La cavità è profonda circa 100 metri e vi si getta, con un balzo di circa 30 metri, il torrente Capacqua che sorge sulle montagne che sovrastano Cappadocia.
Grotta La DamaPiccola cavità situata nella valle di Crocicchia, non distante dalle sorgenti del Liri. Studi e rinvenimenti hanno attestato l'utilizzo della caverna da parte dell'uomo dall'Età del bronzo.

## Società

### Tradizioni e folclore
Il 15 e 16 agosto si celebrano annualmente le feste religiose e civili in onore dei compatroni san Michele Arcangelo e san Rocco.

## Cultura
Centro visita Il GrifoneSi trova nel centro storico. Consente di conoscere da vicino le caratteristiche del territorio, flora e fauna e i percorsi escursionistici.

## Sport

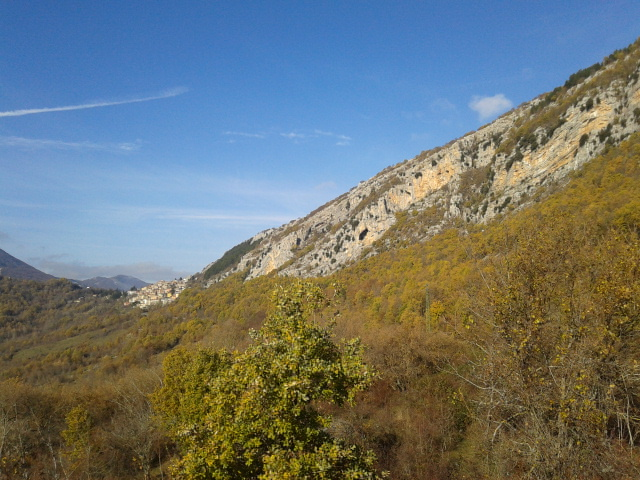
Falesia di Petrella Liri

Arrampicata sportivaLa falesia di Petrella Liri richiama appassionati di arrampicata libera, che scalano le pareti rocciose dell'area posta a sud del paese. Sono oltre 60 le vie d'arrampicata sportiva che la roccia offre.

### Annotazioni
1. ↑  Nella Chronica monasterii Casinensis di Leone Marsicano è ricordato che l'abate Aligerno di Montecassino concesse a Rinaldo dei Conti dei Marsi il monastero di Santa Maria in Luco con tutti i suoi possedimenti, tra cui: «Sancti Germani in Petrella Romani. Omnes istae ecclesia, cum universis possessionibus et pertinetiis earum mobilibus et immobilibus precito monasterio antiquitus pertinuerunt».
2. ↑  «Acquisivit in valle Nerfa ecclesiam unam, vocabolo sancti Petri, positam iuxta roccam que Petrella vocatur, cum casis, terris, vineis, libris, paraturis, animalibus et cum omnis bonis suis»
3. ↑  «Sancti Angeli, Sancti Joannis in Petrella» Bolla di Clemente III Archiviato il 4 marzo 2016 in Internet Archive., che nel Registro delle decime della diocesi dei Marsi (secolo XIV) diventa «Ab Ecclesia Sancti Angeli de Petrella, grani cuppas sex».
4. ↑  «Frà gli altri parenti del santo, uno erasi Giovanni della Petrella, castello posto nella Valle di Nerfa, due miglia lontano dalle fonti del Garigliano, e poco più dalla terra di Tagliacozzo, soldato non men prode, che valoroso e audace».
5. ↑  Regio Decreto che autorizza la frazione Petrella nel comune di Cappadocia a denominarsi Petrella-Liri, n. 908 del 18 luglio 1882.

### Fonti
1. 1 2 3   Dati su Petrella Liri, su italia.indettaglio.it, Italia in Dettaglio. URL consultato il 26 settembre 2020.
2. ↑  Febonio, 1678, lib. III, p. 124.
3. ↑   Alessandro Fiorillo, Petrella Liri nella Valle di Nerfa, in Aequa, (XI) 36.
4. 1 2   Petrella Liri, su terremarsicane.it, Terre Marsicane. URL consultato il 28 settembre 2016.
5. ↑  Cianciusi, 1988.
6. ↑   Alessandro Fiorillo, Ritrovamenti a Grotta Cola (DOC), su aequa.org. URL consultato il 28 settembre 2016.
7. ↑   Storia di Petrella Liri, su cappadocia.terremarsicane.it, Terre Marsicane. URL consultato il 28 settembre 2016 (archiviato dall'url originale il 22 marzo 2016).
8. 1 2   Alessandro Fiorillo, Petrella Liri nella Valle di Nerfa, in Aequa, (XI) 36, gennaio 2009, pp. 39-42, su academia.edu. URL consultato il 28 settembre 2016.
9. ↑  Febonio, 1673, pp. 16-17.
10. 1 2   Antonio Sciarretta, Geo-storia amministrativa d'Abruzzo. Provincia di Abruzzo Ulteriore II o dell'Aquila. Area Marsicana, su asciatopo.xoom.it, Antonio Sciarretta's Toponymy. URL consultato il 28 agosto 2018 (archiviato dall'url originale l'11 ottobre 2022).
11. ↑   Chiesa di San Michele Arcangelo (Petrella Liri), su Le chiese delle diocesi italiane, Conferenza Episcopale Italiana. URL consultato il 6 giugno 2017.
12. ↑   Michele Sciò, Le chiese della diocesi dei Marsi dopo il 13 gennaio 1915 (PDF), in Il Foglio di Lumen, n. 24, 2009,  p. 29. URL consultato il 28 febbraio 2020.
13. ↑   6 giugno 2017, su Le chiese delle diocesi italiane, Conferenza Episcopale Italiana.
14. ↑   Chiese e monumenti di Petrella Liri, su cappadocia.terremarsicane.it, Terre Marsicane. URL consultato il 7 giugno 2017 (archiviato dall'url originale il 28 giugno 2016).
15. ↑   Fiumi e torrenti in Abruzzo, su montagneabruzzo.it.
16. ↑   Sorgente del Fiume Liri, su cappadocia.terremarsicane.it, Terre Marsicane (archiviato dall'url originale il 2 ottobre 2015).
17. ↑   Grotta Cola, su speleonauti.com (archiviato dall'url originale il 27 settembre 2015).
18. ↑   Le Grotte di Beatrice Cenci (Comune di Cappadocia), su cittadellegrotte.it (archiviato dall'url originale il 3 ottobre 2015).
19. ↑   Mario Di Berardino, Grotte di Beatrice Cenci, su cappadocia.terremarsicane.it, Terre Marsicane. URL consultato il 28 settembre 2016 (archiviato dall'url originale il 29 aprile 2016).
20. ↑   Guglielmo Di Camillo, Le Grotte di Beatrice Cenci e L'Ovido di Verrecchie (Monti Carseolani), su paesaggidabruzzo.com.
21. ↑   Serena Cosentino, Vincenzo D'Ercole e Gianfranco Mieli, Grotta La Dama, su terremarsicane.it, Terre Marsicane. URL consultato il 10 ottobre 2018 (archiviato dall'url originale l'11 ottobre 2018).
22. ↑   Centro visita Il Grifone, su cappadocia.terremarsicane.it, Terre Marsicane (archiviato dall'url originale il 23 settembre 2015).
23. ↑   Falesia di Petrella Alta, su abruzzoverticale.it (archiviato dall'url originale il 27 settembre 2015).